# Granicznik (województwo wielkopolskie)
Granicznik – osada w Polsce położona w województwie wielkopolskim, w powiecie leszczyńskim, w gminie Krzemieniewo.
W okresie Wielkiego Księstwa Poznańskiego (1815-1848) miejscowość wzmiankowana jako Granicznik należała do wsi mniejszych w ówczesnym pruskim powiecie Kosten rejencji poznańskiej. Granicznik należał do okręgu krzywińskiego tego powiatu i stanowił część majątku Chorynia (dziś Choryń), którego właścicielem był wówczas (1846) Taczanowski. Według spisu urzędowego z 1837 roku Granicznik liczył 17 mieszkańców, którzy zamieszkiwali jeden dym (domostwo).
W latach 1975−1998 miejscowość administracyjnie należała do województwa leszczyńskiego.